# George Morgan
George Morgan (1854 –  Filadélfia, Pensilvânia, 8 de janeiro de 1936) foi um ator e roteirista norte-americano. Ele escreveu os roteiros para 1913 filmes entre 1913 e 1940.

## Filmografia selecionada
- Dick Tracy (1937)
- The Lost Special (1932)
- The Devil Horse (1932)
- The Hurricane Express (1932)
- Heroes of the Flames (1931)
- Finger Prints (1931)
- The Pirate of Panama (1929)
- Smilin' Guns (1929)
- A Final Reckoning (1928)
- The Silent Flyer (1926)
- The Winking Idol (1926)
- The Great Circus Mystery (1925)
- Perils of the Yukon (1922)
- The Movie Trail (1921)
- Bandits Beware (1921)
- Crossed Clues (1921)
- Who Was the Man? (1921)
- The Cactus Kid (1921)
- Out o' Luck (1921)
- The Fightin' Fury (1921)
- Kickaroo (1921)
- The Saddle King (1921)
- The Dilemma (1914)

Ator
- The Merchant of Venice (1916)